# روسلان برلاکوف
روسلان برلاکوف (انگلیسی: Ruslan Burlakov؛ زادهٔ تاریخ ورودی نامعتبر است) شناگر اهل اوکراین است. روسلان در پارالمپیک تابستانی ۲۰۰۰ به عنوان بخشی از تیم شنا اوکراین شرکت کرد. او در هر دو ماده ۵۰ متر و ۱۰۰ متر آزاد مدال برنز گرفت. او همچنین در ۱۰۰ متر کرال پشت پنجم، در ۲۰۰ متر مختلط چهارم شد و بخشی از تیم 4x100 متر مختلط اوکراین بود که چهارم شد.